# تپه عظیم سلیمان
تپه عظیم سلیمان مربوط به عصر آهن - دوره اشکانیان است و در شهرستان گرمی، بخش مرکزی، دهستان اجارود شمالی، روستای نقاره واقع شده و این اثر در تاریخ ۱۲ دی ۱۳۸۶ با شمارهٔ ثبت ۲۰۳۱۲ به‌عنوان یکی از آثار ملی ایران به ثبت رسیده است.